# Saint-Priest-Bramefant
Saint-Priest-Bramefant é uma comuna francesa na região administrativa de Auvérnia-Ródano-Alpes, no departamento Puy-de-Dôme. Estende-se por uma área de 19,3 km². Em 2010 a comuna tinha 876 habitantes (densidade: 45,4 hab./km²).